# ريال مدريد للشباب
ريال مدريد للشباب هو الفريق تحت 19 سنة لنادي ريال مدريد الإسباني المحترف.